# 九斑澳白鯧
九斑澳白鯧為輻鰭魚綱鱸形目刺尾魚亞目白鯧科的其中一種，分布於印尼至澳洲西北部海域，本魚身體呈圓形而側扁，體側具數條深色褐色縱向條紋，隨著年齡成長而消失，體色銀色，背鰭硬棘9枚，背鰭軟條27-29枚，臀鰭硬棘3枚，臀鰭軟條20-22枚，體長可達45公分，棲息在沿海礁石區海域。